# Tyas Murtiningsih
Tyas Murtiningsih (* 10. August 1997) ist eine indonesische Sprinterin, die sich auf den 100-Meter-Lauf spezialisiert hat.

## Sportliche Laufbahn
Erste internationale Erfahrungen sammelte Tyas Murtiningsih im Jahr 2018, als sie bei den Asienspielen in Jakarta im 100-Meter-Lauf mit 12,05 s in der ersten Runde ausschied und auch mit der indonesischen 4-mal-100-Meter-Staffel mit 45,66 s nicht das Finale erreichte. Im Jahr darauf nahm sie an der Sommer-Universiade in Neapel teil und schied dort mit 12,11 s im Vorlauf aus. Im Dezember scheiterte sie bei den Südostasienspielen in Capas mit 12,26 s ebenfalls in der Vorrunde, belegte aber mit der Staffel in 45,28 s den fünften Platz. 2022 schied sie bei den Südostasienspielen in Hanoi mit 12,40 s im Vorlauf über 100 Meter aus und belegte mit der Staffel in 45,70 s den vierten Platz.
2018 wurde Murtiningsih indonesische Meisterin im 100-Meter-Lauf.

## Persönliche Bestleistungen
- 100 Meter: 11,67 s (+0,2 m/s), 6. Oktober 2021 in Timika
- 200 Meter: 25,26 s (−0,6 m/s), 10. Mai 2018 in Jakarta